# Lights
Lights je debutové album anglické zpěvačky a písničkářky Ellie Goulding. Album po svém vydání debutovalo na prvním místě anglické albové hitparády. Zpěvačka kvůli nahrávání desky ukončila studium na univerzitě v Kentu.  Smlouvu na vydání podepsala v září 2009 u labelu Polydor.  Album vyšlo 26. února 2010.
Album bylo kladně přijato hudebními kritiky. Časopis Rolling Stone označil hlas Goulding za klasický folkový a písničky za hezké a chytlavé.  Stephen Troussé, redaktor serveru Pitchfork označil Lights za nádherný, slibný debut. 
Album se dočkalo na konci roku 2010 znovu vydání. Reedice nesla název Bright Lights a obsahovala sedm nových písní. 

## Seznam skladeb

### Standardní verze
| Pořadí | Název                             | Hudba      | Text                        | Délka |
| ------ | --------------------------------- | ---------- | --------------------------- | ----- |
| 1.     | Guns and Horses                   | Starsmith  | Ellie Goulding, John Fortis | 3:35  |
| 2.     | Starry Eyed                       | Starsmith  | Goulding, Jonny Lattimer    | 2:56  |
| 3.     | This Love (Will Be Your Downfall) | Starsmith  | Goulding, Starsmith         | 3:53  |
| 4.     | Under the Sheets                  | Starsmith  | Goulding, Starsmith         | 3:44  |
| 5.     | The Writer                        | Starsmith  | Goulding, Lattimer          | 4:11  |
| 6.     | Every Time You Go                 | Starsmith  | Goulding, Fortis, Starsmith | 3:25  |
| 7.     | Wish I Stayed                     | Frankmusic | Goulding                    | 3:40  |
| 8.     | Your Biggest Mistake              | Smith      | Goulding, Fraser T. Smith   | 3:25  |
| 9.     | I’ll Hold My Breath               | Starsmith  | Goulding, Starsmith         | 3:45  |
| 10.    | Salt Skin                         | Starsmith  | Goulding, Starsmith         | 4:17  |

### Bright Lights reedice
| Pořadí | Název         | Hudba           | Text                              | Délka |
| ------ | ------------- | --------------- | --------------------------------- | ----- |
| 11.    | Lights        | Stannard, Howes | Goulding, Stannard, Howes         | 3:32  |
| 12.    | Human         | Starsmith       | Goulding, Starsmith               | 4:09  |
| 13.    | Little Dreams | Howe            | Ellie Goulding, Liam Howe         | 3:18  |
| 14.    | Home          | Falke           | Goulding, Fred Falke              | 3:24  |
| 15.    | Animal        | Starsmith       | Goulding, Starsmith               | 3:40  |
| 16.    | Believe Me    | Falke           | Goulding, Crispin Hunt, Rob Blake | 4:03  |
| 17.    | Your Song     | Ben Lovett      | Elton John, Bernie Taupin         | 3:10  |